# Sorcery (jeu vidéo, 2012)
Sorcery (connu sous le nom de Lord of Sorcery au Japon) est un jeu vidéo d'action-aventure développé par le Studio Santa Monica et The Workshop et publié par Sony Computer Entertainment sur PlayStation 3. Il utilise le PlayStation Move.

## Synopsis
Les joueurs jouent le rôle d'un jeune apprenti sorcier, nommé Finn, et doivent maîtriser les arts arcaniques afin de protéger sa patrie. La Reine Cauchemar a rompu l'ancien pacte avec l'humanité et menace de recouvrir la terre d'une nuit éternelle, envoyant ses affreux serviteurs à travers le pays. Finn, accompagné du chat magique Erline, doit voyager à travers les sombres royaumes de fées pour sauver le pays des ténèbres qui l'ont enveloppé. L'univers du jeu est basé sur la mythologie irlandaise.

## Système de jeu
Le jeu propose cinq sorts élémentaires (Terre, Glace, Feu, Vent et Foudre), ainsi que l'attaque standard Arcane Bolt de Finn et des sorts contextuels tels que télékinésie. Vous trouverez également des dizaines de potions et de nombreux autres objets à collecter. Les joueurs doivent vaincre divers ennemis, résoudre des énigmes et fabriquer de nouvelles potions au fur et à mesure de leur progression dans le jeu. Les joueurs doivent utiliser le PlayStation Move pour lancer des sorts magiques afin d'attaquer les ennemis et de préparer des élixirs. Les joueurs doivent voyager à travers le royaume des fées, récupérer d'anciennes connaissances dans la Cité des Damnés et aider les habitants de la ville.

## Accueil
Sorcery a reçu des critiques « mitigées ou moyennes » selon l'agrégateur de critiques Metacritic. La plupart des critiques le louent pour son excellente utilisation du PlayStation Move et son style visuel agréable. Une critique fréquente est sa faible durabilité :  le jeu dure 8 heures et qu'une fois fini, rejouer ne présente que peu d'intérêt,,,.